# Michael Molsner

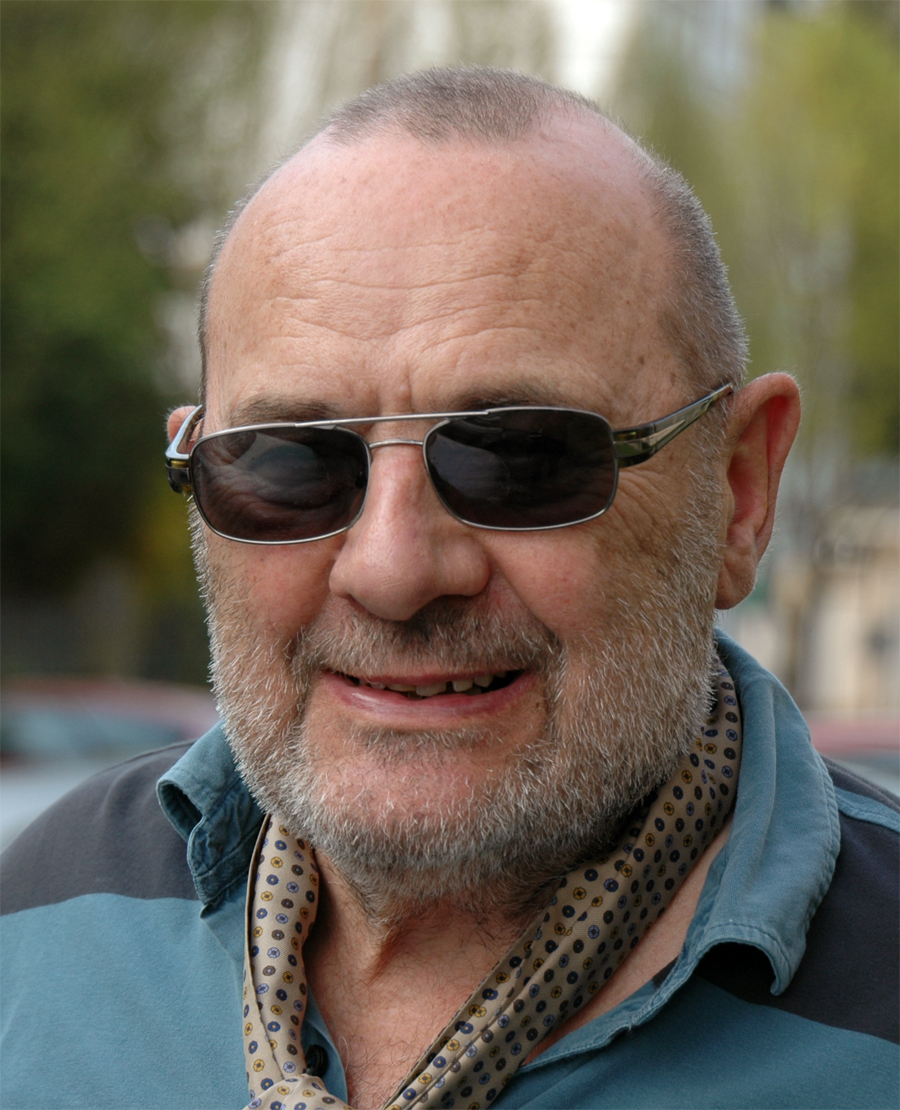
Michael Molsner (2013)

Heiner Michael Molsner (* 23. April 1939 in Stuttgart) ist ein deutscher Schriftsteller und Journalist.

## Werdegang
Nach dem Abitur (1959) studierte Molsner Germanistik und Anglistik an der Universität Heidelberg. Nach einem Redaktionsvolontariat war er zuerst Gerichtsreporter in München, danach Journalist in Hamburg und Hannover. Seit 1968 arbeitet er als freier Schriftsteller. Er ist (Gründungs-)Mitglied im Verband Deutscher Schriftsteller sowie im Syndikat (Autorengruppe).
Im Allgäu war er sechs Jahre lang Gemeinderat. Seit 2000 lebt er im Ruhrgebiet – zuerst in Dortmund, jetzt in Duisburg.

## Auszeichnungen
Die Krimis von Molsner standen vier Mal auf der Jahresbestenliste des Deutschen Krimi-Preises. Tote brauchen keine Wohnung (1973), der nach seinem Drehbuch für die Tatort-Reihe entstand, wurde 1995 unter den „Top Ten“ wiederholt. Im Jahr 1998 sprach ihm das Syndikat den Ehrenglauser „für seine Verdienste um die deutsche Kriminalliteratur“ zu.

## Presse
Im Buchreport Mai 2000 heißt es: „Dieser Mann weiß, wie man ein Publikum unterhält“. Die FAZ hält Molsner für „ungewöhnlich pfiffig“; seine Krimis hätten „angelsächsische Qualitäten“. Felix Huby (Frankfurter Literaturzeitschrift LISTEN; Sommer 2000) hält Molsner für den „besten deutschen Krimiautor“. Die Frankfurter Rundschau (1996) findet, der Autor habe „erzählerische Verve und differenziertes Verständnis der sozialen Umwelt“. Die Süddeutsche Zeitung urteilt, dass einige seiner Romane zur Literatur zählten, und: „Molsner lässt seine Ermittler Vorstellungslandschaften, in denen scheinbar alles alltäglich gewohnten Bildern entspricht, durch ihre Suchbewegungen ganz absichtslos, krimitechnisch, dabei sachgenau und spannend durchsichtig machen und zeigt, was alles sich hinter ihnen verbirgt. Das ist ebenso unterhaltsam wie aufschlussreich.“
Auch Die Zeit sieht im Krimi von Molsner etwas, „was die traditionellen Grenzen der Gattung sprengt. Er stellt mit seinen Romanen den entferntesten Punkt des Kriminalromans vom Wegwerfprodukt dar, Erzählwerken wie Bölls ‚Katharina Blum‘ nicht nachstehend.“ Selbst Eugen Drewermann schreibt zum Schwarzen Faktor: „Die beste Art von anspruchsvoller und fesselnder Unterhaltung, die ich mir denken kann.“
Im Oktober 1995 schreibt Der Spiegel: „Unter den Autoren der Anfangsjahre bewährte sich der gelernte Journalist Michael Molsner auf die Dauer als derjenige mit der größten erzählerischen Bandbreite und dem differenziertesten Verständnis für die sozialen Bedingungen und Folgen von Kriminalität. Das zeigt beispielsweise sein 1973 veröffentlichter Krimi ‚Rote Messe‘: das Soziogramm einer Kleinstadt, in der die Angst vor der Studentenbewegung und den Gastarbeitern zu zwei Morden führt.“ Die Schweizer Monatshefte nennt Molsner Molsner neben Maj Sjöwall / Per Wahlöö und Leonardo Sciascia, Dashiell Hammett, James M. Cain und Horace McCoy, wenn es um „aufklärende Unterhaltung und unterhaltsame Aufklärung“ geht.
Über seinen jüngsten Roman (Dich sah ich, Münster 2011) schreibt die Marler Zeitung: „Eine reife Leistung, die bei dieser Komplexität auch noch wunderbar unterhaltsam ist … Der Leser bleibt … aufgewühlt, staunend und glücklich zurück.“ Über den Kirchenthriller (2015) merken die Zeitungen des Medienhauses Bauer (Marl) an: „Christen (...) werden diesen Roman mit großem Interesse und großen Augen lesen. Sie werden ihre Kirche neu erleben: Als Apparat, der geschickt, schnell und äußerst effektiv Interessen vertritt (...) In der Tat ein Roman, der im neuen Jahr 2016 eine ganz neue Sicht auf die Kirche vermitteln könnte - weil er gut recherchiert ist“.
Am 5. September 2012 kündigte der Literaturteil der sechs Zeitungen des Medienhauses Bauer, Marl, die Uraufführung des Stücks Dr. Faustus trifft Phil Marlowe in Los Angeles von Molsner an, als szenische Lesung koordiniert. „Ein Experiment schon deswegen“, schrieb die Zeitung, „weil die Sprecher weitestgehend Laien sind“.

## Werke

### Prosa
- Dich sah ich, Roman, Oktober Verlag, Münster 2011, ISBN 978-3-941895-21-8.
- Um alles in der Welt, Roman, Oktober Verlag, Münster 2001, Neuauflage 2014, ISBN 978-3-941895-23-2.
- Wege der Vorsehung, Roman, Denkmayr Verlag, Linz 1995.

### Krimis
- Masken: Des Teufels Geflüster, Mafia-Thriller, CreateSpace Independent Publishing Platform, 2014
- Abrax: Mörder vor der Tür, CreateSpace Independent Publishing Platform, 2014
- Sarx: Im Namen des Vaters, CreateSpace Independent Publishing Platform, 2014
- Spot auf den Tod, Zebulon Verlag, Köln 1997.
- Ermittlungen gegen Zeus, Knaur Verlag, München 1992.
- Die Strategie des Beraters, Knaur Verlag, München 1992.
- Verschollen in der Honigfalle, Knaur Verlag, München 1991.
- Die Ehre einer Offiziersfrau, Pahl-Rugenstein Verlag, Köln 1988 (Neuaufl. 1993).
- Die Option des Schläfers, Knaur Verlag, München 1991.
- Der Schrei des toten Kämpfers, Knaur Verlag, München 1990.
- Der trojanische Maulwurf, Knaur Verlag, München 1990.
- Euro-Ermittler: Dame ohne Durchblick, Piper Verlag, München 1990.
- Die verbrannte Quelle, Knaur Verlag, München 1990.
- Euro-Ermittler: Bingo für Bonzen, Piper Verlag, München 1989.
- Die Eroberung der Villa Hammerschmidt, Knaur Verlag, München 1989.
- Euro-Ermittler: Urians Spur, Piper Verlag, München 1988.
- Euro-Ermittler: Unternehmen Counter Force, Piper Verlag, München 1986.
- Euro-Ermittler: Der ermordete Engel, Goldmann Verlag, München 1986.
- Euro-Ermittler: Gefährliche Texte, Goldmann Verlag, München 1985.
- Euro-Ermittler: Der Castillo-Coup, Goldmann Verlag, München 1985 (Neuaufl. 1989).
- Mit unvorstellbarer Brutalität (gemeins. mit: „Der weiße Kittel“), Heyne Verlag, München 1984.
- Ausstieg eines Dealers, Heyne Verlag, München 1982.
- Die Schattenrose, Heyne Verlag, München 1982 (Tschechische Übersetzung Stin lotosového kvetu. 1986. 2. Aufl. 1987).
- Wie eine reißende Bestie (gemeinsam mit: „Ein bißchen Spaß“), Heyne Verlag, München 1981.
- Eine kleine Kraft, Steinhausen Verlag, München 1980 (Neuaufl. unter dem Titel „Der schwarze Faktor“ 1987. Neuaufl. 1994).
- Tote brauchen keine Wohnung, Heyne Verlag, München 1980.
- Das zweite Geständnis des Leo Koczyk, Heyne Verlag, München 1979 (2. Aufl. 1984).
- Rote Messe, Fischer Verlag, Frankfurt 1973 (Neuaufl. 1980. 2. Aufl. 1987).
- Harakiri einer Führungskraft, Rowohlt Verlag, Reinbek 1969 (Neuaufl. 1980. 2. Aufl. 1982).
- Und dann hab ich geschossen, Rowohlt Verlag, Reinbek 1968 (2. Aufl. 1974. Neuaufl. 1979. 3. Aufl. 1988).

### Jugendbücher
- Hetzjagd nach Eilat, Franz Schneider Verlag, München 1997.
- Menschenhandel in Prag, Franz Schneider Verlag, München 1997.
- Terror im Maghreb, Franz Schneider Verlag, München 1996.
- Das Gesetz der Rache, C. Bertelsmann Verlag, München 1992 (Neuaufl. gemeins. mit „Der entgleiste Zug“ 1992).
- Der entgleiste Zug, C. Bertelsmann Verlag, München 1991 (Neuaufl. gemeins. mit „Das Gesetz der Rache“ 1992).
- Rettet den Fleck, Aare Verlag, Solothurn 1989.
- Disco Love, Aare Verlag, Solothurn 1987 (2. Aufl. 1988).
- Der Sohn der Zeugin, C. Bertelsmann Verlag, München 1995.
- Auf der Suche nach dem Südland, C. Bertelsmann Verlag, München 1979.
- Oli Bär Gwahma, Delphin Verlag, Zürich 1970 (Neuaufl. 1974).

### Verschiedenes
- Michael Molser hat zahlreiche Arbeiten für den Funk und für das Fernsehen geschrieben, weitere erschienen auf CD und MC.
- Bei der Criminale 2002 (in München am 16. April) hielt er ein Referat zum Thema: „Die Geburt des deutschsprachigen Kriminalromans aus dem Geist Schwabings“, in dem er nicht nur das Leben Friedrich Glausers, sondern auch das von Hugo Ball und Emmy Hennings beleuchtet.

### Sachbuch
- (mit Elke Wiartalla) KulTourführer: Wer wenn nicht Goethe, Prominente im Allgäu, Zebulon Verlag; Köln 1998.

### Drehbücher und Stücke (Auswahl)
- 1973: Tatort – Tote brauchen keine Wohnung
- 1975: Tatort – Das zweite Geständnis
- Dr. Faustus trifft Phil Marlowe in Los Angeles, Uraufführung in der Kreuzkirche Marl-Sinsen, 2012
- EMMY – Dadas Stern über Dom und Strich (Stück über die Entstehung von Dada) 2013